# さくらんぼテレビ みんなのニュース
『さくらんぼテレビ みんなのニュース』は、さくらんぼテレビにて2015年3月30日から2018年4月1日（平日版は3月30日）まで放送されていた山形県向けのローカルワイドニュース番組。

## 番組概要
- キー局・フジテレビが『（FNN）みんなのニュース』をスタートさせることに伴い、『SAYスーパーニュース』の後継番組として放送を開始した。
- 週末版は『さくらんぼテレビ みんなのニュース Weekend』のタイトルで放送されていた。
- 前番組まではさくらんぼテレビの略称「SAY」を番組名に使用していたが、本番組以降では通称の「さくらんぼテレビ」を使用していた。
- 『（FNN）みんなのニュース』の放送終了に伴い、平日版は2018年3月30日、週末版は同年4月1日を以ってそれぞれ終了し、同年4月2日に放送を開始した『さくらんぼテレビ プライムニュース』へ継承された。

## タイムテーブル

### 平日版（2015年9月28日より）
- 16:49:45 オープニングタイトル
- 16:50 全国ニュース（フジテレビ『みんなのニュース』第2部をフルネット）
- 17:20 みんなのふるさと（同上）
- 17:30頃 ワイドの通やく（同上）
- 17:54 FNNみんなのニュース(『みんなのニュース』第3部)をネット
- 18:15 改めてOPタイトル・挨拶・きょうの県内ニュース
- 18:25頃 みんなの天気（県内の天気）
- 18:35頃 特集ウォッチ!
- 18:45頃 フラッシュニュース（フジテレビから）
- 18:52頃 ニュース振り返り・あす（金曜日は週末）の予定・クロージング
- 18:57頃 エンディングタイトル・今夜のイチオシ!（この後の番組の宣伝と予告編）

### 週末版
- 17:30 オープニングタイトル・きょうの全国のニュースとスポーツニュース（『FNN みんなのニュース Weekend』からネット）
- 17:48 県内ニュース・エリアWeekly（東北各地の話題。FNN東北ブロック各局のニュース素材の映像をO.A.）
- 17:54 あすの天気・エンディングタイトル

## かつてのタイムテーブル

### 平日版（2015年9月25日まで）
- 16:50 ステブレCM
- 16:52 オープニングタイトル・挨拶・きょうの山形県内ニュース3項目
- 17:00 全国ニュース（フジテレビ『みんなのニュース』17時台をネット）
- 17:20 みんなのふるさと（同上）
- 17:30頃 ワイドの通やく（同上）
- 17:50 みんなの天気（山形県内の天気）
- 17:54 全国ニュースPART2（『FNNみんなのニュース』をネット）
- 18:15 改めてOPタイトル・挨拶・きょうの県内ニュース・日替わり特集企画
- 18:30 ネットNAVI（『みんなのニュース』18時台任意枠をネット）
- 18:46 みんなの天気PART2（県内の天気）
- 18:52 ニュース振り返り・あす（金曜日は週末）の予定・クロージング
- 18:56 エンディングタイトル・今夜のイチオシ!（この後の番組の宣伝と予告編）

## 出演者
- 白田貴彦
- 岩渕葵
- 伊藤永夏
- 伊藤洋平

### 過去の出演者
- 杉卓弥
- 湯浅知里
- 世永聖奈

## SAY歴代の夕方ニュース
| 期間      | 期間      | 番組名                            |
| --------- | --------- | --------------------------------- |
| 1997.3.15 | 1997.3.30 | SAYスーパータイム                 |
| 1997.3.31 | 1998.3.29 | SAYニュース555 ザ・ヒューマン     |
| 1998.3.30 | 2015.3.29 | SAYスーパーニュース               |
| 2015.3.30 | 2018.4.1  | さくらんぼテレビ みんなのニュース |
| 2018.4.2  | 2019.3.31 | さくらんぼテレビ プライムニュース |
| 2019.4.1  | 2020.9.27 | さくらんぼテレビ Live News        |
| 2020.9.28 | 現在      | News イット! やまがた             |